# Agathia conjunctiva
Agathia conjunctiva är en fjärilsart som beskrevs av W. Warren 1903. Agathia conjunctiva ingår i släktet Agathia och familjen mätare. Inga underarter finns listade i Catalogue of Life.